# Amphionthe oberthuri
Amphionthe oberthuri är en skalbaggsart som beskrevs av Julien Achard 1913. Amphionthe oberthuri ingår i släktet Amphionthe och familjen långhorningar. Inga underarter finns listade i Catalogue of Life.